# Panki (gmina)
Pour les articles homonymes, voir Panki.
Panki est une gmina rurale du powiat de Kłobuck, Silésie, dans le sud de la Pologne. Son siège est le village de Panki, qui se situe environ 14 km à l'ouest de Kłobuck et 73 km au nord de la capitale régionale Katowice.
La gmina couvre une superficie de 55,03 km2 pour une population de 4 997 habitants.

## Géographie
La gmina inclut les villages d'Aleksandrów, Cyganka, Jaciska, Janiki, Kałmuki, Kawki, Konieczki, Koski Pierwsze, Kostrzyna, Kotary, Pacanów, Praszczyki, Żerdzina et Zwierzyniec Trzeci.
La gmina borde les gminy de Krzepice, Opatów, Przystajń et Wręczyca Wielka.